# Ladrão (álbum)
Ladrão é o terceiro álbum de estúdio do rapper brasileiro Djonga, lançado em 13 de março de 2019 através da gravadora Ceia.

## Produção
O álbum foi gravado na residência da avó do rapper, no bairro de São Lucas, em Belo Horizonte
Contém backing vocal da cantora e compositora brasileira Marina Sena e dos demais integrantes da banda Rosa Neon, em que ela fazia parte.

## Faixas
Compõem o álbum as músicas: 
| N.º | Título                                                                                       | Duração |  |
| 1.  | "Hat-Trick" (backing vocal por Rosa Neon/Marina Sena)                                        | 4:19    |  |
| 2.  | "Bené"                                                                                       | 3:49    |  |
| 3.  | "Leal" (backing vocal por Rosa Neon/Marina Sena)                                             | 3:33    |  |
| 4.  | "Deus e o diabo na terra do sol (part. Filipe Ret" (backing vocal por Rosa Neon/Marina Sena) | 6:27    |  |
| 5.  | "Tipo (part. MC Kaio)"                                                                       | 3:49    |  |
| 6.  | "Ladrão"                                                                                     | 4:22    |  |
| 7.  | "Bença"                                                                                      | 3:44    |  |
| 8.  | "Voz (part. Chris MC, Doug Now)"                                                             | 5:12    |  |
| 9.  | "Mlk 4TR3V1D0"                                                                               | 1:16    |  |
| 10. | "Falcão" (backing vocal por Rosa Neon/Marina Sena)                                           | 3:42    |  |

## Recepção da crítica
Guilherme Sobota, do jornal O Estado de S. Paulo, classificou que: "No terceiro disco, Djonga une as duas experiências dos discos anteriores, mas vai além ao apresentar novas dinâmicas de flow e uma mensagem ainda mais direta".
Mauro Ferreira, do G1, disse que: "Djonga consolida em 2019 a ascensão iniciada há dois anos com o disco Heresia".
O disco foi eleito um dos 25 melhores álbuns brasileiros do primeiro semestre de 2019 pela Associação Paulista de Críticos de Arte.

## Prêmios
| Ano  | Categoria    | Organizador | Tipo de votação | Resultado | Ref.   |
| ---- | ------------ | ----------- | --------------- | --------- | ------ |
| 2019 | Álbum do Ano | Red Bull    | Popular; online | Venceu    | [ 10 ] |